# Viru Valge Vodka

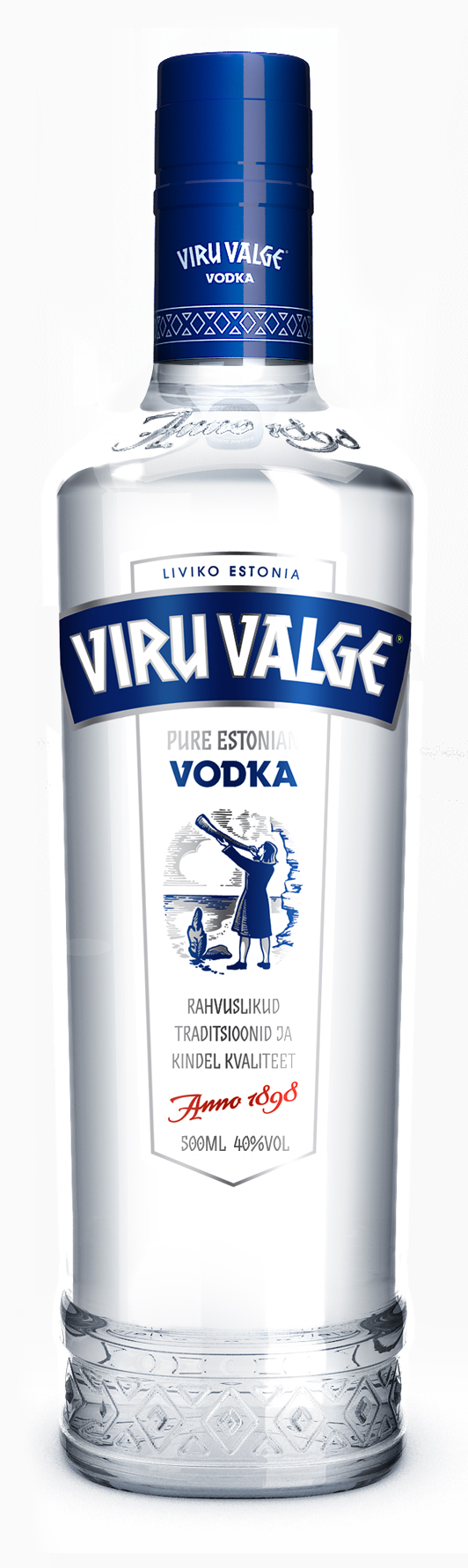
Viru Valge Vodka

Viru Valge Vodka är ett estniskt vodkamärke. Vodkan tillverkas i 40 och 80% alkoholhalt. Därtill finns smaksatt vodka med 38% alkoholhalt och alkoläsk under namnet Viru Valge Cooler. Viru valge innehållet brukar oftast vara på från 1 liter till 50 cl